# شيلتا
شيلتا (تُلفظ: /ˈʃɛltə/) هي لغة يتكلمها الرحل الأيرلنديون تحديداً في أيرلندا والمملكة المتحدة. من الصعب بمكان تحديد عدد دقيق لمتحدثي اللغة الأصليين بسبب وجود مشاكل اجتماعية-لغوية. لكن تقدر «إثنولوج» عدد متحدثي اللغة عند حوالي 30,000 في المملكة المتحدة و 6,000 في أيرلندا و 50,000 في الولايات المتحدة. يعود عدد المتحدثين في المملكة المتحدة لعام 1990، فيما من غير الواضح إذا ما كانت الأعداد الأخرى تعود للمصدر ذاته.

## وصلات خارجية
- معجم ودليل للفظ شيلتا (بالإنجليزية)